# (15525) 1999 XH176
A (15525) 1999 XH176 a Naprendszer kisbolygóövében található aszteroida. A LINEAR projekt keretében fedezték fel 1999. december 10-én.